# Niimi
Niimi  (japanska: 新見市 ?, Niimi-shi) är en stad i Okayama prefektur i Japan. Staden fick stadsrättigheter 1954.